# Venets (Sjoemen)
Venets of Venec (Bulgaars: Венец) is een dorp en een gemeente in het noordoosten van Bulgarije. Het dorp Venets ligt in oblast Sjoemen.

## Geografie
De gemeente Venets is gelegen in het noordwestelijke deel van de oblast Sjoemen. Met een oppervlakte van 209,911 km² is het de kleinste van de 10 gemeenten van de oblast (oftewel 6,19% van het grondgebied). De grenzen zijn als volgt:
- in het oosten - gemeente Kaolinovo;
- in het zuiden - gemeente Chitrino;
- in het westen en noordwesten - gemeente Samoeil, oblast Razgrad.

## Bevolking
Op 31 december 2020 telde het dorp Venets 722 inwoners, een stijging ten opzichte van 709 inwoners in 2011. Het aantal inwoners vertoonde in de twintigste eeuw echter een intensieve krimp, met name tussen 1985 en 1992. Het aantal inwoners daalde in die periode namelijk van 1.554 naar 944 personen, oftewel een afname van 39% in slechts 7 jaar tijd. Eind jaren tachtig namen ongeveer 350.000 Bulgaarse Turken de wijk naar Turkije, op de vlucht voor de grote bulgariseringscampagne die in 1985 was begonnen. De assimilatiecampagne, die door het communistisch regime van Todor Zjivkov werd vastgesteld, dwong alle Bulgaarse Turken en andere moslims in Bulgarije Bulgaarse namen aan te nemen en afstand te doen van alle islamitische gebruiken en gewoonten. 
| Bevolkingsontwikkeling tussen 1934 en 2020          |
| --------------------------------------------------- |
|                                                     |
| Bron: Nationaal Statistisch Instituut van Bulgarije |

### Etnische samenstelling
Het dorp Venets wordt nagenoeg uitsluitend bewoond door Bulgaarse Turken (95,7%). Er leven ook een aantal Bulgaarse families, in totaal zo’n 27 personen (ofwel 3,9% van de bevolking).
Ook in de gemeente Venets wonen vooral etnische Turken, maar er is ook een relatief grote minderheid van Roma. De Roma wonen vooral in de dorpen Gabritsa en Izgrev.
| Etnische groep   | volkstelling 1992 | volkstelling 1992 | volkstelling 2001 | volkstelling 2001 | volkstelling 2011 | volkstelling 2011 | volkstelling 2011  |
| Etnische groep   | Aantal            | %                 | Aantal            | %                 | Aantal            | % (totaal)        | % (gespecificeerd) |
| ---------------- | ----------------- | ----------------- | ----------------- | ----------------- | ----------------- | ----------------- | ------------------ |
| Bulgaren         | 141               | 1,49              | 141               | 1,75              | 122               | 1,70              | 1,89               |
| Turken           | 8.682             | 91,99             | 7.320             | 91,02             | 5.707             | 79,96             | 89,01              |
| Roma             | 588               | 6,23              | 466               | 5,79              | 506               | 7,08              | 7,88               |
| Andere groepen   | 27                | 0,29              | 1                 | 0,01              | 3                 | 0,04              | 0,04               |
| Onbekend         | .                 | .                 | 92                | 1,14              | 73                | 1,02              | 1,14               |
| Ongespecificeerd | .                 | .                 | 22                | 0,29              | 726               | 10,17             | .                  |
| Totaal           | 9.438             | 100,00            | 8.042             | 100,00            | 7.137             | 100,00            | 100,00             |

### Religie
De laatste volkstelling werd uitgevoerd in februari 2011 en was optioneel. Van de 7.137 inwoners reageerden er 5.954 op de volkstelling. Van deze 5.954 respondenten waren er 5.660 moslims, oftewel 95,1% van de bevolking. De rest van de bevolking had een andere geloofsovertuiging of was niet religieus. Venets heeft - samen met Tsjernootsjene, Kaolinovo, Satovtsja en Roeën - het hoogste percentage moslims in Bulgarije.
| Religieuze samenstelling in februari 2011 | Religieuze samenstelling in februari 2011 | Religieuze samenstelling in februari 2011 | Religieuze samenstelling in februari 2011 | Religieuze samenstelling in februari 2011 |
| ----------------------------------------- | ----------------------------------------- | ----------------------------------------- | ----------------------------------------- | ----------------------------------------- |
|                                           |                                           |                                           |                                           |                                           |
| Bulgaars-Orthodoxe Kerk                   | Bulgaars-Orthodoxe Kerk                   |                                           | 1,15%                                     | 1,15%                                     |
| Katholieke Kerk                           | Katholieke Kerk                           |                                           | 0,00%                                     | 0,00%                                     |
| Protestantisme                            | Protestantisme                            |                                           | 0,12%                                     | 0,12%                                     |
| Islam                                     | Islam                                     |                                           | 95,05%                                    | 95,05%                                    |
| Geen                                      | Geen                                      |                                           | 0,17%                                     | 0,17%                                     |
| Anders/ Onbekend                          | Anders/ Onbekend                          |                                           | 3,51%                                     | 3,51%                                     |

## Gemeentelijke kernen

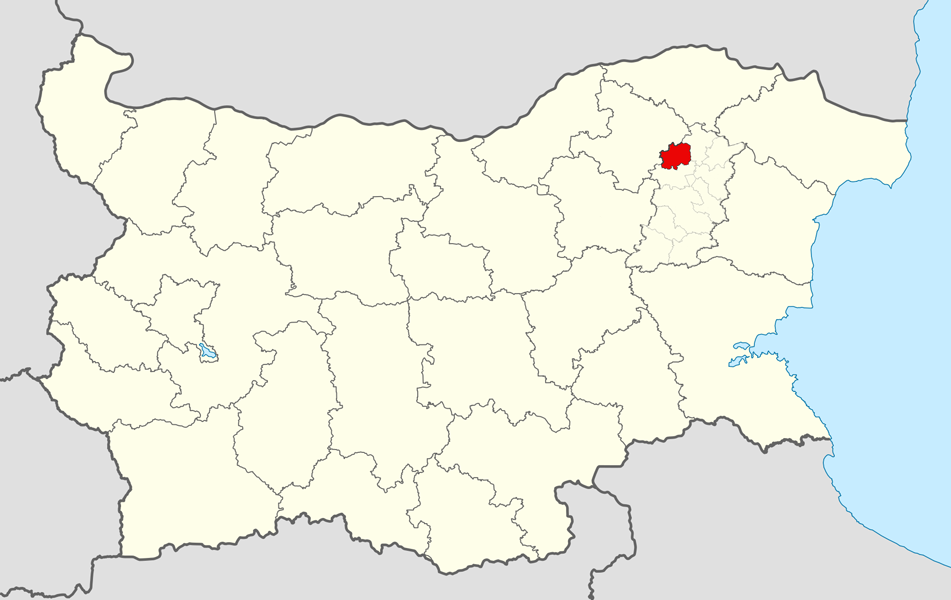
De ligging van de gemeente Venets in Bulgarije

De gemeente Venets telt 13 nederzettingen, allemaal dorpen.
| Plaatsnaam     | Cyrillisch    | Bevolking (2020) |
| -------------- | ------------- | ---------------- |
| Venets         | Венец         | 722              |
| Bortsi         | Борци         | 581              |
| Bojan          | Боян          | 397              |
| Boejnovitsa    | Буйновица     | 266              |
| Dennitsa       | Денница       | 124              |
| Drentsi        | Дренци        | 265              |
| Gabritsa       | Габрица       | 419              |
| Izgrev         | Изгрев        | 946              |
| Jasenkovo      | Ясенково      | 1.841            |
| Kapitan Petko  | Капитан Петко | 483              |
| Osenovets      | Осеновец      | 418              |
| Strachilitsa   | Страхилица    | 72               |
| Tsjernoglavtsi | Черноглавци   | 611              |
| Totaal         |               | 7.145            |

Bestuurlijk centrum: Sjoemen
 Chitrino - Kaolinovo - Kaspitsjan - Nikola Kozlevo - Novi Pazar - Sjoemen - Smjadovo - Veliki Preslav - Varbitsa - Venets